# William Oefelein
William Anthony Oefelein (* 29. března 1965 Fort Belvoir, Virginie) je americký kosmonaut. Ve vesmíru byl dvakrát.

## Život

### Studium a zaměstnání
Absolvoval střední školu West Anchorge v Ancherage (1983). Vysokoškolské vzdělání získal na Oregon State University (1988)a University of Tennessee Space Institute.
V letech 1998 až 2000 absolvoval výcvik budoucích kosmonautů v Houstonu, poté byl zařazen do jednotky astronautů NASA. Mezi astronauty zůstal do roku 2007, pak byl zaměstnán u Naval Network Warfare Command v Norfolku.
Jeho manželkou je Michaella, rozená Davisová. Mají spolu dvě děti. Má přezdívku Billy-O.

### Lety do vesmíru
Na oběžnou dráhu se v raketoplánu dostal jednou ve funkci pilota, pracoval na orbitální stanici ISS, strávil ve vesmíru 12 dní, 20 hodin a 45 minut. Byl 447. člověkem ve vesmíru.
- STS-116 Discovery (10. prosinec 2006 – 22. prosinec 2006)